# Mana (patriarche)
Pour les articles homonymes, voir Mana.
Mar Mana ou Maana est catholicos de Séleucie et Ctésiphon en 420.

## Sources
Des récits de l'épiscopat de Maʿna sont donnés dans la Chronique ecclésiastique de Bar Hebraeus (floruit 1280) et dans les histoires ecclésiastiques des écrivains nestoriens Mari (XIIe siècle), ʿAmr (XIVe siècle) et Sliba (XVIe siècle). Sa vie est également couverte dans la Chronique de Séert du IXe siècle.